# Aardgeest (mythisch wezen)
In de mythologie is een aardgeest een fictief geestachtig wezen dat het land bewoont (in tegenstelling tot de lucht- en watergeesten). Aardgeesten worden meestal voorgesteld als kleine, mensachtige wezens. Zij kunnen goed- of kwaadaardig zijn en zijn vaak listig en diefachtig. Ze wonen meest in afgelegen streken en munten vaak uit in het smeden van metalen en in allerlei handwerken. Ze bezitten soms grote schatten, die zij in onderaardse holen verborgen houden. 
Tot de aardgeesten behoren de elven, Aardmannetjes, Kabouters, Dwergen, (E)unjers, Witte wieven enz.